# Австралийско-иранские отношения
Австралийско-иранские отношения — двусторонние дипломатические отношения между Австралией и Ираном.

## История
Австралия поддерживает постоянное дипломатическое присутствие в Иране с момента открытия посольства в Тегеране в 1968 году. У Ирана имеется посольство в Канберре с сентября 1971 года.
Австралия, как и большинство стран Западного мира, выражает озабоченность по поводу ситуации с соблюдением прав человека в Иране и его ядерной программой.
Согласно переписи 2004 года, 18 798 человек в Австралии имели иранское происхождение, большинство из которых приехали после Исламской революции 1979 года.

## Торговля и санкции

Эспорт Австралии в Иран.

Экспорт Ирана в Австралию.

В октябре 2008 года Австралия ввела санкции против Ирана из-за его ядерной и ракетной программы, а также из-за попыток обойти санкции Совета Безопасности ООН, которые применялись к золоту, драгоценным металлам и оружию.
В июле 2010 года Австралия ввела финансовые санкции и запрет на въезд в отношении физических и юридических лиц, участвующих в ядерной и ракетной программах Ирана или помогающих этой стране в обходе санкций и эмбарго на поставку оружия. По состоянию на 2011 год объём товарооборота между странами составлял сумму около 200 миллионов долларов США.
В январе 2013 года Австралия ввела дополнительные санкции для ограничения ведения бизнеса с нефтяным, газовым и финансовым секторами в Иране. Министр иностранных дел Австралии Боб Карр заявил, что эти санкции еще больше усиливают давление на Иран, чтобы он выполнил свои обязательства по нераспространению ядерного оружия и исполнению резолюции Совета Безопасности ООН, а также начал серьёзные переговоры по своей ядерной программе.
В 2014—2015 годах объём товарооборота между странами составил сумму более 354 миллионов долларов США. Большинство международных санкций в отношении Ирана было снято в 2016 году после реализации Соглашения по иранской ядерной программе.

## Дипломатические отношения
В августе 2012 года представители Австралии присутствовали на саммите Движения неприсоединения в Тегеране.
18 апреля 2015 года министр иностранных дел Австралии Джули Бишоп посетила Иран по приглашению министра иностранных дел Мохаммада Джавада Зарифа, что стало первым визитом с 2003 года (тогда Иран посетил  Александр Даунер). Во время частной встречи министры обсудили желание Австралии принять иранских просителей убежища, которым было отказано во въезде в Австралию, торговлю между двумя государствами и борьбу с Исламским государством. Министры также пришли к мнению, что снятие международных санкций с Ирана расширит деловые возможности Австралии и повысит экономическую активность в этой стране.